# Bolitoglossa indio
Bolitoglossa indio är en groddjursart som beskrevs av Sunyer, Lotzkat, Hertz, Wake, Aléman, Robleto och Köhler 2008. Bolitoglossa indio ingår i släktet Bolitoglossa och familjen lunglösa salamandrar. Inga underarter finns listade.